# لهرابزة (حوزية)
لهرابزة هي إحدى مشيخات المملكة المغربية، تتبع جغرافيا لإقليم الجديدة وإداريًا لحوزية. يقدر عدد سكانها بـ 11962 نسمة حسب الإحصاء الرسمي للسكان والسكنى لسنة 2004.